# Federico Curiel
Federico Curiel, noto anche con lo pseudonimo di Pichirilo (Monterrey, 19 febbraio 1917 – Cuernavaca, 17 giugno 1985), è stato un regista, sceneggiatore e attore messicano.

## Biografia
Nato a Monterrey, fin da piccolo ha vissuto per molti anni a Guadalajara, sempre in Messico, dove ha studiato medicina per due anni e ha lavorato come fumettista, compositore e cantante prima di dedicarsi per tutta la vita al cinema, sia come regista che come sceneggiatore e attore.

## Filmografia

### Regista
- Neutrón, el enmascarado negro (1960)
- La maldición de Nostradamus (1961)
- Con la misma moneda (1961)
- La marca del gavilán (1962)
- Cazadores de cabezas (1962)
- Nostradamus y el destructor de monstruos (1962)
- Los encapuchados del infierno (1962)
- Dinamita Kid (1962)
- Los autómatas de la muerte (1962)
- La venganza del resucitado (1962)
- El látigo negro contra los farsantes (1962)
- Sangre en el ring (1962)
- La barranca sangrienta (1962)
- Santo contra el rey del crimen (1962)
- Nostradamus, el genio de las tinieblas (1962)
- La muerte pasa lista (1962)
- La sangre de Nostradamus (1962)
- Secuestro en Acapulco (1963)
- Santo en el hotel de la muerte (1963)
- Neutrón contra el Dr. Caronte (1963)
- El tesoro del rey Salomón (1963)
- Le sorelle di Zorro (1963)
- Santo contra el cerebro diabólico (1963)
- Le vendicatrici di Zorro (1963)
- Tin-Tan el hombre mono (1963)
- Las dos galleras (1964)
- Las hijas del Zorro (1964)
- Juicio contra un ángel (1964)
- Las invencibles (1964)
- Demonios sobre ruedas (1967)
- Retablos de la Guadalupana (1967)
- El imperio de Drácula (1967)
- Los canallas (1968)
- María Isabel (1968)
- Arañas infernales (1968)
- La sombra del murciélago (1968)
- Valentin Armienta el vengador (1969)
- Las vampiras (1969)
- Super Colt 38 (1969)
- Enigma de muerte (1969)
- El amor de María Isabel (1970)
- Quinto patio (1970)
- Cruz de amor (1970)
- La venganza de las mujeres vampiro (1970)
- Los campeones justicieros (1971)
- Santo contra la mafia del vicio (1971)
- Superzan El Invencible (1971)
- Las momias de Guanajuato (1972)
- Nino (1972)
- 5 Supermen contro i nani venuti dallo spazio (1972)
- Misión suicida (1973)
- Santo contra los secuestradores (1973)
- El caballo del diablo (1975)
- Me caiste del cielo (1975)
- La noche de San Juan: Santo en Oro negro (1977)
- Dios los cría (1977)
- Carita de primavera (1977)
- El chicano karateca (1977)
- El andariego (1978)
- Dos hermanos murieron (1980)
- Ay Chihuahua no te rajes! (1980)
- El jinete de la muerte (1980)
- Contacto Chicano (1981)
- Presos sin culpa (1982)
- La sangre de nuestra raza (1982)
- El canto de los humildes (1982)
- Los cuates de la Rosenda (1982)
- Las musiqueras (1983)
- El asesino (1983)
- Hombres de tierra caliente (1983)
- La silla vacía (1984)
- Bohemios de aficion (1984)

### Sceneggiatore
- El látigo negro, regia di Vicente Oroná (1958)
- El misterio del látigo negro, regia di Vicente Oroná (1958)
- El ánima del ahorcado contra el latigo negro, regia di Vicente Oroná e di Jesús Marín (1959)
- Neutrón, el enmascarado negro, regia di Federico Curiel (1960)